# Nuova Spider Basket Fabriano 2011-2012

## Roster 2011-2012
|    | Naz.              | Ruolo | Sportivo            | Anno | Alt. |  |  |
| -- | ----------------- | ----- | ------------------- | ---- | ---- |  |  |
|    | Italia (bandiera) | PG    | Federico Gilardi    | 1979 | 190  |  |  |
| 4  | Italia (bandiera) | G     | Alessio Iardella    | 1988 | 187  |  |  |
| 8  | Italia (bandiera) | G     | Gabriele Rossini    | 1993 | 190  |  |  |
| 9  | Italia (bandiera) | A     | Cosimo Fontani      | 1989 | 195  |  |  |
| 10 | Italia (bandiera) | AC    | Luca Usberti        | 1973 | 201  |  |  |
| 11 | Italia (bandiera) | PG    | Davide Liberati     | 1992 | 189  |  |  |
| 13 | Italia (bandiera) | C     | Mirko Trapella      | 1988 | 205  |  |  |
| 14 | Italia (bandiera) | C     | Giulio Castelletta  | 1992 | 206  |  |  |
| 17 | Italia (bandiera) | G     | Andrea Loretelli    | 1994 | 187  |  |  |
| 18 | Italia (bandiera) | PG    | Marco Cerini        | 1994 | 188  |  |  |
| 19 | Italia (bandiera) | G     | Samuele Piermartiri | 1994 | 190  |  |  |
| 20 | Italia (bandiera) | A     | Giorgio Sgobba      | 1992 | 200  |  |  |